# Айрън Мейдънс
 Тази статия е за дамската група.  За оригиналната група вижте Айрън Мейдън.  
Айрън Мейдънс (на английски: The Iron Maidens) е метъл група от Лос Анджелис, Калифорния, създадена през 2001 г. Групата се състои изключително от жени членове и се възприема като трибют банда, която прави кавъри на песни на британската хеви метъл група Айрън Мейдън и дава съответните концерти.

## История на групата
Произходът на групата лежи в трибют групата Wrathchild на Айрън Мейдън. През юни 2001 г. певицата Джени Уорън и басистката Мелани Сиснерос решават да създадат нов проект под името The Iron Maidens. Линда Макдоналд (барабани), Джоузефин Дрейвън (китара) и Сара Марш (китара) се присъединяват към групата.
През 2003 г. групата започва работа по първия си албум. Междувременно Джени Уорън обявява, че напуска бандата по лични и семейни причини. Тя е заменена от Ая Ким, с която групата издава своя дебютен албум World's Only Female Tribute to Iron Maiden през юни 2005 г. Малко след това китаристката Джоузефин Дрейвън напуска групата.
Вторият албум Route 666 е издаден през май 2007 г. Фил Кембъл (Моторхед) се появява като гост музикант.
На 25 юли 2007 г. групата свири в Laguna като подгряваща група на Кис. През 2008 г. следват представления в Гърция, Турция, Кувейт и Ирак.
През лятото на 2008 г. имаше друга промяна в състава; Освен всичко друго, Ая Ким напуска групата, за да започне солова кариера. Кортни Кокс (китара) и Кирстен Розенберг (вокали) се присъединяват към групата като нови членове.
Последва турне с пет концерта в Япония през януари 2010 г. , от което DVD беше издадено през август 2010 г. под заглавието Metal Gathering Tour Live in Japan 2010. По време на това турне китаристката Сара Марш не е на разположение поради заболяване и напуска групата. По време на изпълненията на живо между 2010 г. и 2014 г. ролята на Дейв Мъри се изпълнява последователно от Нили Брош, Нита Щраус и Ники Стрингфийлд.
През 2011 групата свири в Канада, Перу и Бразилия, наред с други места. На 26 март 2011 г. тя свири пред 40 000 зрители в Баркисимето (Венецуела). При предварителни продажби за този концерт, Айрън Мейдънс поставят нов рекорд, като продадават 5000 билета в рамките на първите 24 часа, надминавайки рекорда за предварителни продажби на Металика от 2010 г., който продава 6000 билета в рамките на два преди дни. [7] В допълнение, Айрън Мейдънс са първата изцяло женска хеви метъл група, която свири публично във Венецуела. На 5 април 2012 г. групата свири в Rolling Stone Cafe в Джакарта, Индонезия.
На 9 септември 2013 г. те свирят в легендарния The Roxy на Sunset Strip в Западен Холивуд. Това изпълнение е излъчено в цялата страна по AXS TV като част от телевизионната поредица World's Greatest Tribute Bands, продуцирана от Кейти Дарил.
През есента на 2013 групата изнесе концерти в Тринидад, Хавай и Доминиканската република.
На 12 юни 2014 г. е обявено, че Нита Щраус ще се появи като китарист в групата на Алис Купър на предстоящото му турне в Северна Америка. Нейната роля в Айрън Мейдънс е поета от Ники Стрингфийлд, която сега е постоянен член на групата.
През март 2015 г. групата завършва европейско турне с концерти в Германия, Швейцария, Холандия и Белгия. От април до юли 2015 г. групата прави турне в САЩ, Канада, Япония, Сингапур и Мексико.
На 3 август 2022 г. групата се представя за първи път на Wacken Open Air. Година по-късно китаристката Кортни Кокс напуска групата и се присъединява към швейцарската хеви метъл група Burning Witches. Американската китаристка Шани Кимелман поема нейната роля в Айрън Мейдънс.

## Участнички в групата

### Настоящи
- Кирстен Розенберг – вокал (2009 – настояще)
- Нита Щраус – китара (2011 – до момента)
- Ники Стрингфийлд – китара (2013 – до момента)
- Кортни Кокс – китара (2008 – до момента)
- Уанда Ортис – бас и беквокали (2002 – до момента)
- Линда Макдоналд – барабани и беквокали (2001 – до момента)

### Бивши
- Сатору Сузуки – китара (2011)
- Мелани Сиснерос – бас (2001 – 2002)
- Джени Уорън – вокал (2001 – 2003)
- Джоджо Дрейвън – китара (2001 – 2005)
- Сара Марш – китара и беквокали (2001 – 2011)
- Ая Ким – вокал (2004 – 2008)
- Елизабет Шал – китара и беквокали (2005 – 2006)
- Хедър Бейкър – китара и беквокали (2007 – 2008)

## Дискография

### Студийни албуми
- World's Only Female Tribute to Iron Maiden (2005)
- Route 666 (2007)
- The Root of All Evil (2008)

### Видео албуми
- Metal Gathering Tour Live in Japan 2010 (2010)